# Comuna Suha Maiacika, Novi Sanjarî
Suha Maiacika (în ucraineană Суха Маячка) este o comună în raionul Novi Sanjarî, regiunea Poltava, Ucraina, formată din satele Leninove, Oborona Rad și Suha Maiacika (reședința).

## Demografie
Componența lingvistică a comunei Suha Maiacika
     Ucraineană (97,55%)
     Rusă (1,47%)
Conform recensământului din 2001, majoritatea populației comunei Suha Maiacika era vorbitoare de ucraineană (97,55%), existând în minoritate și vorbitori de rusă (1,47%).